# Filmografia Lany Turner

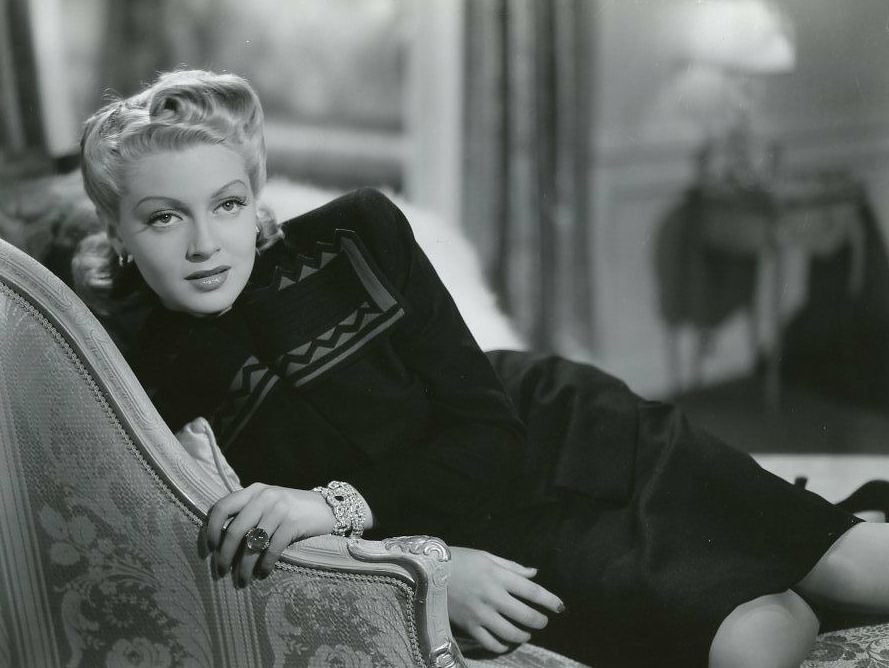
Lana Turner

Filmografia Lany Turner (ur. 8 lutego 1921, zm. 29 czerwca 1995), amerykańskiej aktorki, będącej w latach 40. i 50. symbolem seksu. Ze względu na status w świecie filmu nazywana „Królową MGM”.

## Filmografia
| Rok       | Tytuł                            | Rola                       | Uwagi                                                          | Źr.    |
| --------- | -------------------------------- | -------------------------- | -------------------------------------------------------------- | ------ |
| 1937      | Zapamiętają                      | Mary Clay                  |                                                                | [ 2 ]  |
| 1937      | Niewidzialne małżeństwo          | Nightclub Patron           | niewspomniana w napisach                                       | [ 3 ]  |
| 1937      | Przygoda pod Paryżem             | Mademoiselle Auber         |                                                                | [ 4 ]  |
| 1938      | Marco Polo                       | pokojówka Nazamy           |                                                                | [ 5 ]  |
| 1938      | Andy Hardy zakochany             | Cynthia Potter             |                                                                | [ 6 ]  |
| 1938      | The Chaser                       | Miss Rutherford            |                                                                | [ 7 ]  |
| 1938      | Awanturnik                       | Passerby                   | niewspomniana w napisach                                       | [ 8 ]  |
| 1938      | Rich Man, Poor Girl              | Helen Thayer               |                                                                | [ 9 ]  |
| 1938      | Dramatic School                  | Mado                       |                                                                | [ 10 ] |
| 1939      | Calling Dr. Kildare              | Rosalie Jewett             |                                                                | [ 11 ] |
| 1939      | These Glamour Girls              | Jane Thomas                |                                                                | [ 12 ] |
| 1939      | Dancing Co-Ed                    | Patty Marlow               |                                                                | [ 13 ] |
| 1940      | Two Girls on Broadway            | Patricia ‘Pat’ Mahoney     |                                                                | [ 14 ] |
| 1940      | We Who Are Young                 | Marjorie White Brooks      |                                                                | [ 15 ] |
| 1941      | Kulisy wielkiej rewii            | Sheila Regan               |                                                                | [ 16 ] |
| 1941      | Dr. Jekyll i pan Hyde            | Bea Emery                  |                                                                | [ 17 ] |
| 1941      | Honky Tonk                       | Elizabeth Cotton           |                                                                | [ 18 ] |
| 1942      | Johnny Eager                     | Lisbeth Bard               |                                                                | [ 19 ] |
| 1942      | Odnajdę cię wszędzie             | Paula Lane                 |                                                                | [ 20 ] |
| 1943      | The Youngest Profession          | ona sama (gościnny występ) |                                                                | [ 21 ] |
| 1943      | Slightly Dangerous               | Peggy Evans/Carol Burden   |                                                                | [ 22 ] |
| 1943      | Du Barry Was a Lady              | cameo                      |                                                                | [ 23 ] |
| 1944      | Małżeństwo to prywatna sprawa    | Theo Scofield West         |                                                                | [ 24 ] |
| 1945      | Keep Your Powder Dry             | Valerie ‘Val’ Parks        |                                                                | [ 25 ] |
| 1945      | Week-End at the Waldorf          | Bunny Smith                |                                                                | [ 26 ] |
| 1946      | Listonosz zawsze dzwoni dwa razy | Cora Smith                 |                                                                | [ 27 ] |
| 1947      | Ulica zielonego delfina          | Marianne Patourel          |                                                                | [ 28 ] |
| 1947      | Cass Timberlane                  | Virginia Marshland         |                                                                | [ 29 ] |
| 1948      | Powrót                           | Lt. Jane ‘Snapshot’ McCall |                                                                | [ 30 ] |
| 1948      | Trzej muszkieterowie             | Milady de Winter           |                                                                | [ 31 ] |
| 1950      | A Life of Her Own                | Lily Brannel James         |                                                                | [ 32 ] |
| 1951      | Mr. Imperium                     | Fredda Barlo               |                                                                | [ 33 ] |
| 1952      | Wesoła wdowa                     | Crystal Radek              |                                                                | [ 34 ] |
| 1952      | Piękny i zły                     | Georgia Lorrison           |                                                                | [ 35 ] |
| 1953      | Latynoscy kochankowie            | Nora Taylor                |                                                                | [ 36 ] |
| 1954      | Flame and the Flesh              | Madeline                   |                                                                | [ 37 ] |
| 1954      | Zdrada                           | Carla Van Oven             |                                                                | [ 38 ] |
| 1955      | Syn marnotrawny                  | Samarra                    |                                                                | [ 39 ] |
| 1955      | Morski pościg                    | Elsa Keller                |                                                                | [ 40 ] |
| 1955      | Deszcze w Ranchipur              | Lady Edwina Esketh         |                                                                | [ 41 ] |
| 1956      | Diane                            | Diane de Poitiers          |                                                                | [ 42 ] |
| 1957      | Peyton Place                     | Constance MacKenzie        | nominacja – Oscar dla najlepszej aktorki pierwszoplanowej      | [ 43 ] |
| 1958      | The Lady Takes a Flyer           | Maggie Colby               |                                                                | [ 44 ] |
| 1958      | Inne miejsce                     | Sara Scott                 |                                                                | [ 45 ] |
| 1959      | Zwierciadło życia                | Lora Meredith              |                                                                | [ 46 ] |
| 1960      | Portret w czerni                 | Sheila Cabot               |                                                                | [ 47 ] |
| 1961      | By Love Possessed                | Marjorie Penrose           |                                                                | [ 48 ] |
| 1961      | Kawaler w raju                   | Rosemary Howard            |                                                                | [ 49 ] |
| 1962      | Who’s Got the Action?            | Melanie Flood              |                                                                | [ 50 ] |
| 1965      | Love Has Many Faces              | Kit Jordan                 |                                                                | [ 51 ] |
| 1966      | Madame X                         | Holly Parker               | nagroda David di Donatello dla najlepszej zagranicznej aktorki | [ 52 ] |
| 1969      | The Big Cube                     | Adriana Roman              |                                                                | [ 53 ] |
| 1969–1970 | Harold Robbins’ The Survivors    | Tracy Carlyle Hastings     | 15 odcinków                                                    | [ 54 ] |
| 1971      | The Last of the Powerseekers     | Tracy Carlyle Hastings     | film telewizyjny                                               | [ 55 ] |
| 1974      | Persecution                      | Carrie Masters             | nagroda Medalla Sitges en Plata de Ley                         | [ 56 ] |
| 1976      | Bittersweet Love                 | Claire                     |                                                                | [ 57 ] |
| 1980      | Witches’ Brew                    | Vivian Cross               |                                                                | [ 58 ] |
| 1982–1983 | Falcon Crest                     | Jacqueline Perrault        | 6 odcinków                                                     | [ 59 ] |
| 1985      | Statek miłości                   | Elizabeth Raley            | 2 odcinki                                                      | [ 60 ] |